# Colla del Termine
La Colla del Termine (662 m s.l.m.) è un valico delle Alpi Liguri situato in Liguria, nella provincia di Savona, situato nei pressi della frazione di Roviasca (comune di Quiliano).

## Descrizione
Il valico si apre sulla catena principale alpina tra il Monte Baraccone e il Monte Alto. Fa parte dell'itinerario escursionistico e paesaggistico Alta Via dei Monti Liguri. Rappresenta il punto di confine (da cui il nome termine) tra i comuni di Mallare, Altare e Quiliano.

## Percorsi
1. Dal comune di Quiliano, precisamente dalla frazione di Roviasca, il percorso per arrivare alla Colla del Termine, che fa parte dell'itinerario escursionistico e paesaggistico Alta Via dei Monti Liguri, ha una percorrenza di circa 13,4 km, con un'altitudine massima di 496 m. Il tragitto termina alla Colla ed è classificato "difficile".[2]
2. Alla Colla del Termine si può giungere anche da sud, partendo dalla località Rocche Bianche, punto di confine tra i comuni di Vezzi Portio, Vado Ligure e Quiliano. Dalle Rocche Bianche si procede verso ovest in direzione della Colla di San Giacomo e prima di giungervi si deve imboccare l'Alta Via in direzione nord verso Altare e quindi seguirla lungo lo spartiacque fino a destinazione.
3. Da nord si giunge alla Colla del Termine partendo dall'abitato di Altare seguendo l'itinerario dell'Alta Via dei Monti Liguri, incontrando lungo il percorso il forte del Monte Burotto e il Forte Baraccone.[3]